# Nijemci
Nijemci es un municipio de Croacia en el condado de Vukovar-Sirmia.

## Geografía
Se encuentra a una altitud de 85 m s. n. m. a 290 km de la capital nacional, Zagreb.

## Demografía
En el censo 2011 el total de población del municipio fue de 4 705 habitantes, distribuidos en las siguientes localidades:
- Apševci - 305
- Banovci - 432
- Donje Novo Selo - 498
- Đeletovci - 511
- Lipovac - 814
- Nijemci - 1 605
- Podgrađe - 371
- Vinkovački Banovci - 169

| Gráfica de población de Nijemci 1857-2011                           |
|                                                                     |
| Según los censos de población de la oficina estadística de Croacia. |